# Gasr Banat
Gasr Banat o Gasr Isawi è un sito archeologico della Libia e una località di un'antica fattoria romana fortificata (centenaria) o oppidum "arroccato". L'area è utilizzata anche come campo semipermanente per nomadi. È stato studiato da Graeme Barker nel 1984. Evidenze di ceramiche trovate intorno al sito suggeriscono che la data di costruzione fosse nel III secolo d.C.
Il centenarium ha una sorprendente somiglianza con quello di Gherait esh-Shergia a nord di Wadi Nefud. Nella valle è presente un antico mausoleo a forma di tempio risalente allo stesso periodo del centenarium, che contiene una camera funeraria decorata con pesci. Ci sono anche resti di una cava romana e di dighe nel vicino wadi.